# Kessleria
Kessleria är ett släkte av fjärilar som beskrevs av Maksymilian Nowicki 1864. Kessleria ingår i familjen spinnmalar.

## Bildgalleri

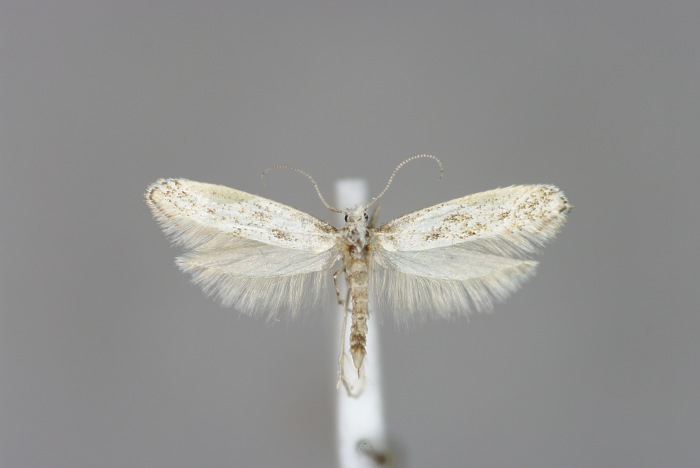
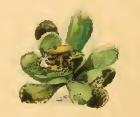
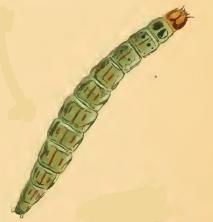
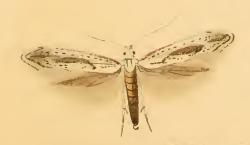

## Dottertaxa tillKessleria, i alfabetisk ordning[1][2]
- Kessleria albanica
- Kessleria albescens
- Kessleria albomaculata
- Kessleria alpicella
- Kessleria alternans
- Kessleria bakeri
- Kessleria brachypterella
- Kessleria brevicornuta
- Kessleria burmanni
- Kessleria caflischiella
- Kessleria copidota
- Kessleria corusca
- Kessleria diabolica
- Kessleria fasciapennella
- Kessleria hauderi
- Kessleria helvetica
- Kessleria inexpectata
- Kessleria insubrica
- Kessleria insulella
- Kessleria klimeschi
- Kessleria longipenella
- Kessleria macedonica
- Kessleria malgassaella
- Kessleria mixta
- Kessleria neuguineae
- Kessleria pseudosericella
- Kessleria pyrenaea
- Kessleria saxifragae
- Kessleria tatrica
- Kessleria wehrlii
- Kessleria zimmermannii